# نورگل (کنر)
نورگل (به لاتین: Nur Gal) یک منطقهٔ مسکونی در افغانستان است که در ولسوالی نورگل واقع شده‌است. نورگل ۶۳۵ متر بالاتر از سطح دریا واقع شده‌است.